# Pons

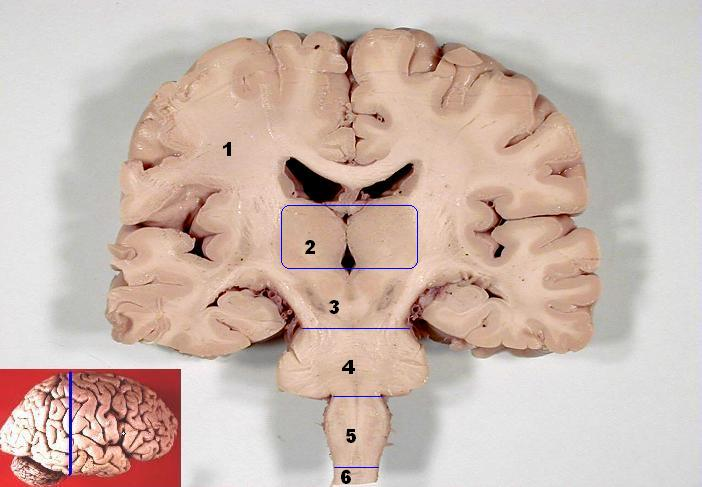
Frontalschnitt eines menschlichen Hirns, Pons mit „4“ gekennzeichnet

Der Pons (lateinisch für „Brücke“) ist ein Abschnitt des Gehirns, der zusammen mit dem Kleinhirn zum Metencephalon (Hinterhirn) gehört.
Die Brücke fällt bereits bei flüchtiger Betrachtung als deutlich erhabener Querwulst auf, der zwischen dem Mesencephalon (Mittelhirn) und dem Myelencephalon (Markhirn) liegt. Zusammen mit diesen bildet sie den Hirnstamm des Gehirns im Zentralnervensystem.

## Anatomie

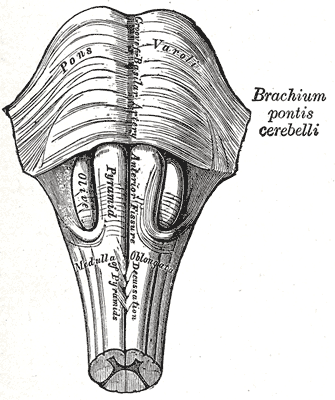
Unterer Hirnstamm mit Pons und Medulla oblongata von ventral (vorne)

Man unterteilt die Brücke in einen vorderen Teil, die Basis (Pars basilaris pontis), und einen hinteren Teil, die Brückenhaube (Tegmentum pontis oder Pars dorsalis pontis). Bei Tieren liegen diese entsprechend ihrer Körperorientierung unten beziehungsweise oben.
An der Basis sind zwei Längswulste erkennbar, durch die jederseits die Pyramidenbahn (Tractus pyramidalis = Tractus corticospinalis) zieht. In der mittigen Rinne Sulcus basilaris dazwischen verläuft ein wichtiger Zufluss für die Blutversorgung des Gehirns, die Arteria basilaris. Die im Querschnitt sichtbare Verbindungslinie beider Hälften wird von zahlreichen Nervenfasern gekreuzt und auch Raphe („Naht“) genannt. Hinter den Querfasern der pontinen Basis liegt das Corpus trapezoideum (Trapezkörper), das die Hauptkreuzung der Hörbahn darstellt.

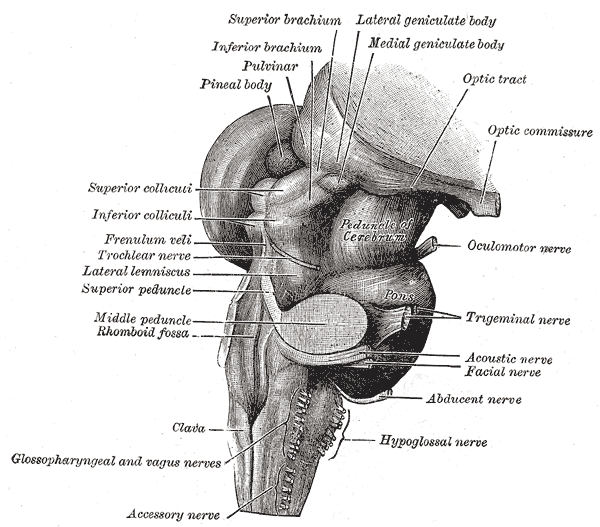
Seitliche Ansicht des Hirnstamms mit dem Kleinhirnbrückenwinkel

Am kaudalen Brückenrand treten dorsal im Kleinhirnbrückenwinkel die Hirnnerven VII Nervus facialis und VIII Nervus vestibulocochlearis an die Hirnoberfläche. Im Sulcus bulbopontinus an der kaudalen Brückenbasis verlässt der VI. Hirnnerv Nervus abducens den Pons. Der sehr kräftige V. Hirnnerv Nervus trigeminus tritt seitlich an der Brücke aus bzw. ein.
Der dorsale Abschluss der Brückenhaube bildet einen Teil des Bodens der Rautengrube (Fossa rhomboidea) und damit des 4. Ventrikels. Die Verbindung zum Kleinhirn stellt beidseits der mittlere Kleinhirnschenkel (Pedunculus cerebelli medius) her.

## Aufgaben

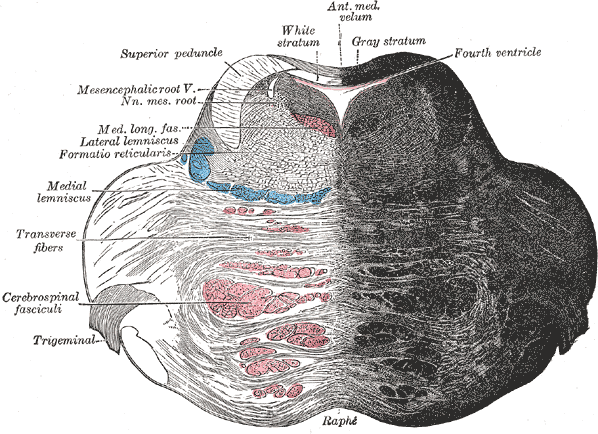
Ein Querschnitt durch oberen Pons und 4. Ventrikel zeigt absteigende (rot) und aufsteigende (blau) Bahnen sowie kräftige pontine Querfaserzüge, Fibrae transversae.

Querschnitt des Pons (Basis unten)

Die Brücke ist zum einen Durchgangsbereich für alle Bahnen, die davor- und dahintergelegene Bereiche des Zentralnervensystems miteinander verbinden. Hierzu gehören sowohl aufsteigende Bahnen, wie die Lemnisci mediales, als auch absteigende Bahnen, beispielsweise die Tractus corticospinales, die Verbindungen der Großhirnrinde mit dem Rückenmark herstellen.
Die Weiße Substanz des Pons enthält außer solchen längs durchziehenden Fasersträngen (Fibrae pontis longitudinales) kräftige Züge quer dazu verlaufender Fasern (Fibrae pontis transversae). Hierzu gehören auch die Mittellinie (Raphe) kreuzende Fasern sowie beide Anteile des Metencephalon, Pons mit Cerebellum, verbindende Fibrae pontocerebellares. Für diese ist eine Reihe verschiedener Brückenkerne (Nuclei pontis) angelegt, die jeweils Umschaltstationen darstellen, über die dann insbesondere Rindenareale im Cortex des Großhirns mit solchen des Kleinhirns – zumeist gekreuzt – zueinander in Verbindung gesetzt werden. Diese Kerne, die Projektionen von Großhirnrinde und (kontralateraler) Kleinhirnrinde vermitteln, werden entwicklungsgeschichtlich bei Säugetieren stark entfaltet, womit die Brücke im engeren Sinne erst bei ihnen entsteht.
In der Brückenhaube liegen außerdem, eingebettet in die pontine Formatio reticularis, unter anderem die motorischen Ursprungskerne einiger Hirnnerven, nämlich Nucleus motorius nervi trigemini des V., Nucleus nervi abducentis des VI. und Nucleus nervi facialis des VII.

## Klinische Aspekte
Bei einer Hirnschädigung in der mittleren vorderen Brücke kommt es zum Raymond-Syndrom mit halbseitiger Abduzensparese und Halbseitenlähmung (Hemiparese) der Gegenseite.